# 200 đồng (tiền xu Việt Nam)
Đồng xu 200 đồng là đồng xu mang mệnh giá nhỏ nhất trong loạt tiền xu phát hành từ năm 2003 đến năm 2006 tại Việt Nam. Đồng tiền xu này vẫn được liệt kê là tiền đang lưu hành tại Việt Nam, theo trang tin của Ngân hàng Nhà nước Việt Nam.

## Kích thước, sản lượng đúc
Đồng xu có đường kính 20 mm, trọng lượng 3,2 gram, độ dày 1,45 mm. Đồng xu được đúc bằng thép mạ niken, do đó có màu trắng bạc. Cạnh đồng xu trơn (nhẵn), có thiết kế mặt trước khắc hình Quốc huy Việt Nam, mặt sau khắc dòng chữ ngân hàng Nhà nước Việt Nam và mệnh giá cùng một hoa văn. Thông tin từ trang Numista cho rằng đồng xu có trọng lượng 3,1 gram và tổng sản lượng đúc là 500 triệu đồng xu. Đồng xu được đúc tại Cục Đúc tiền Phần Lan (Suomen Rahapaja), Vantaa, Phần Lan.

## Phát hành và lưu thông
Tiền xu 200 đồng chính thức phát hành vào ngày 17 tháng 12 năm 2003. Cùng phát hành trong ngày này, có các đồng xu 1.000 đồng và 5.000 đồng. Lý do chung cho việc phát hành tiền xu là hoàn thiện hệ thống tiền xu và hướng đến mục tiêu [sử dụng chúng] trong các hệ thống máy bán hàng tự động. Tính đến tháng 5 năm 2005, tổng lượng tiền xu đưa vào lưu thông chiếm một phần bốn tổng lượng tiền lẻ lưu hành vào thời điểm này tại Việt Nam. Chỉ sau hơn một năm phát hành tiền xu, cho đến tháng 9 năm 2005 đã có ghi nhận về tình trạng có xu hướng tẩy chay dùng tiền xu.
Theo bài báo của báo Thanh Niên vào tháng 3 năm 2009, tiền xu và cả tiền giấy mang mệnh giá 200 đồng Việt Nam đều rất khó lưu thông tại Việt Nam, do các tiểu thương tại các chợ từ chối chấp nhận thanh toán bằng loại tiền này. Tiền mang mệnh giá này vẫn có thể được sử dụng tại các siêu thị và các ngân hàng. Tiền xu tại Việt Nam nói chung dần vắng bóng trong lưu thông do tâm lý không ưa chuộng của một bộ phận dân Việt Nam và yếu tố mất giá của đồng tiền khiến một số mệnh giá không được sử dụng thường xuyên. Ngân hàng Nhà nước Việt Nam dừng chính thức phát hành đồng xu kể từ tháng 4 năm 2011. Theo khảo sát của phóng viên báo Người lao động, đến tháng 12 năm 2013, tiền xu hai mệnh giá 200 và 500 đồng hầu như không còn được tìm thấy trong giao dịch. Tuy vậy, một số chuỗi siêu thị lớn tại Việt Nam vào thời điểm này vẫn chấp nhận giao dịch bằng tiền xu và tiền giấy có mệnh giá 200 đồng. Lý do về sự thiếu vắng của tiền xu được cho là sự thu hồi và lưu trữ tiền xu của Ngân hàng Nhà nước Việt Nam. Một số tiệm thu đổi tiền xu bằng đường chuyển phát nhanh và cửa hàng gửi lại tiền vào tài khoản chỉ định mức giá quy đổi tiền xu thành tiền giấy của hai đồng xu 200 và 500 đồng ở mức 50% giá trị của chúng, vào năm 2014.
Giữa tháng 5 năm 2019, Cục Phát hành kho quỹ - Ngân hàng Nhà nước Việt Nam đưa đấu giá hơn 601 tấn phế liệu tiền xu. Tuy vậy, kể đến tháng 1 năm 2021, trong danh mục tiền còn giá trị lưu hành, tiền xu thuộc bộ tiền xu năm 2003 vẫn có giá trị lưu hành.
Tháng 1 năm 2021, việc đổi tiền xu là không thể tại các ngân hàng cũng như các địa điểm đổi tiền, theo kiểm chứng của một phóng viên báo Gia đình và Xã hội. Trên một số trang web mua bán tiền xu, đồng xu 200 đồng được định giá mức 12.000 đồng.